# Oscar Taelman
Oscar Josephus Taelman (Gent, 5 oktober 1877 - aldaar, 23 oktober 1945) was een  roeier uit België en was lid van de Koninklijke Roeivereniging Club Gent. Hij nam deel aan de Olympische Spelen en won hierbij een zilveren medaille.

## Loopbaan
Taelman werd als onderdeel van de acht met stuurman van de Club Nautique de Gand driemaal Europees kampioen. Hij nam deel aan de Olympische Spelen van 1908 in Londen als onderdeel van de acht met stuurman van zijn club. Hij behaalde een zilveren medaille.

## Palmares

### vier met stuurman
- 1908:  EK in Luzern

### acht
- 1902:  BK
- 1902:  EK in Straatsburg/Kehl
- 1907:  BK
- 1907:  EK in Straatsburg/Kehl
- 1908:  BK
- 1908:  EK in Luzern
- 1908:  OS in Londen